# Hamburg-Veddel
Hamburg-Veddel is een stadsdeel van Hamburg-Mitte, een district van de Duitse stad Hamburg met net geen 5.000 inwoners. Veddel ligt op drie eilanden in de Elbe; het eiland Veddel, Peute en een klein stukje van het eiland Wilhelmsburg.
Veddel was eerst weideland en in 1568 werd de naam Veddel voor het eerst genoemd. In 1768 werd Veddel een deel van de stad Hamburg.
In dit stadsdeel staat het Das Auswanderer Museum BallinStadt. Het museum geeft een overzicht van de emigratie vanuit Hamburg in de periode tussen 1850 en 1930.